# 페로역
페로역(이탈리아어: Pero)은 밀라노 지하철 1호선의 역이다. 2005년 12월 19일에 문을 열었다. 지하에 위치한 역이며, 시내 요금 구간 밖에 위치해 있는 역이다. 따라서 이 역에서부터는 시내 요금이 적용되지 않는다.

## 시설
이 역에는 다음과 같은 시설이 있다.
- 장애인 승객을 위한 접근 시설
- 엘레베이터
- 에스컬레이터
- 승차권 자동 판매기
- 역 감시카메라

| 밀라노 지하철                | 밀라노 지하철       | 밀라노 지하철 |
| ---------------------------- | ------------------- | ------------- |
| 몰리노 도리노 세스토 1º 마조 | 밀라노 지하철 1호선 | 로 피에라     |